# 카스텔베트로피아첸티노

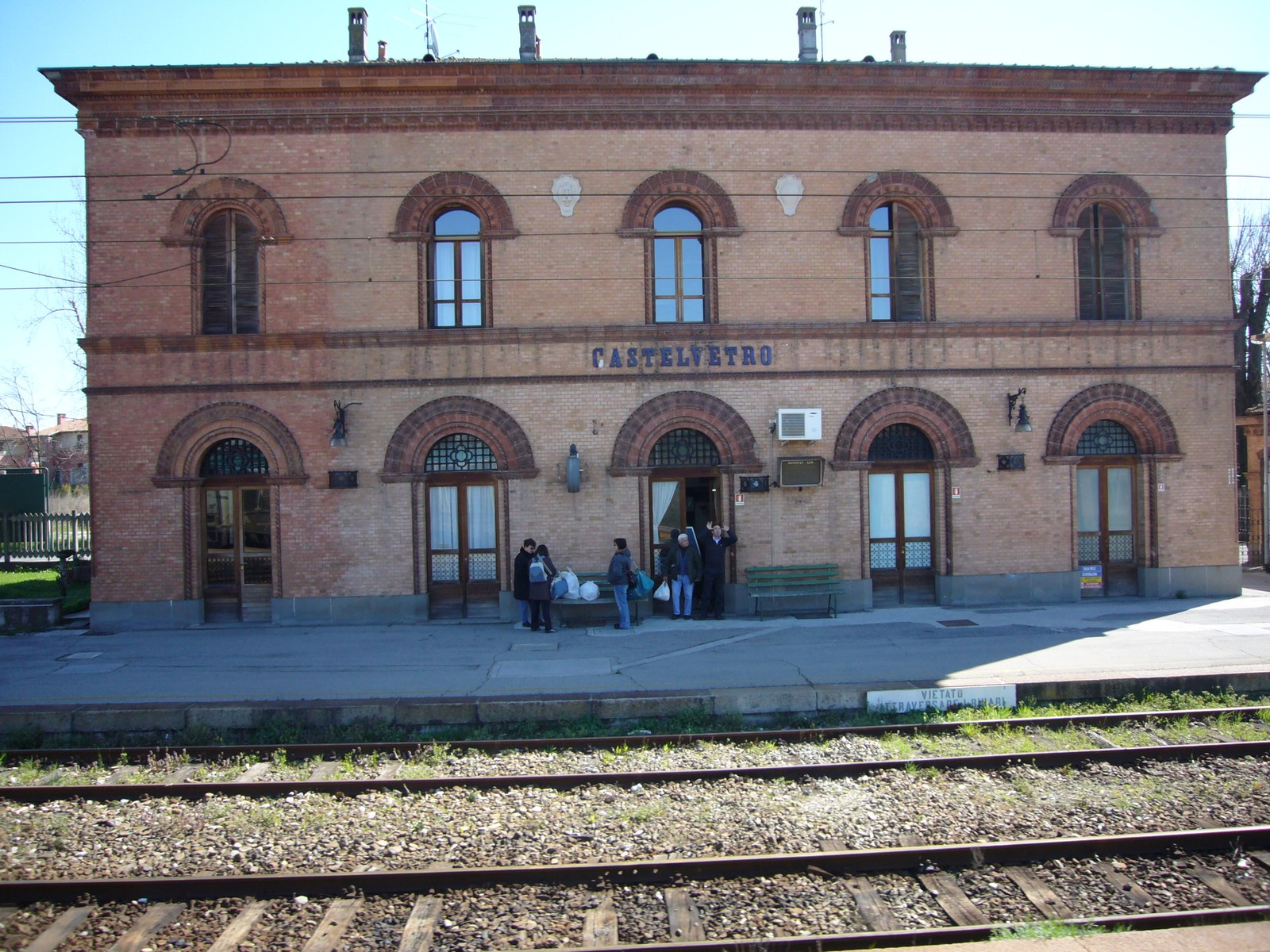
카스텔베트로역

카스텔베트로피아첸티노(이탈리아어: Castelvetro Piacentino), 간단히 카스텔베트로(에밀리아어: Castelvédar)는 이탈리아 에밀리아로마냐주 피아첸차도에 속한 코무네다. 볼로냐에서 북서쪽으로 약 130 킬로미터 (81 mi), 피아첸차에서 동쪽으로 약 25 킬로미터 (16 mi) 떨어져 있다.